# Замошье (Торошинская волость)
Замошье — деревня в Торошинской волости Псковского района Псковской области России.
Расположена в 40 км к северо-востоку от Пскова и в 3 км к западу от деревни Торошино.
| 2001 | 2002 | 2010 |
| ---- | ---- | ---- |
| 45   | ↘37  | ↘24  |